# Lago di Neuchâtel
Il lago di Neuchâtel /nøʃaˈtɛl/ (in francese: lac de Neuchâtel o storicamente lac d'Yverdun; in arpitano: lèc de Nôchâtél; in tedesco: Neuenburgersee /ˈnɔɪ̯bʊɐ̯ɡɐˌzeː/; in svizzero tedesco: Nöiäburgersee; in italiano storico: lago di Neocastello, lago di Nuovo Castello o anche lago di Iverdun) è, con una superficie di 217,9 km², il più grande tra i laghi interamente svizzeri.

## Geografia

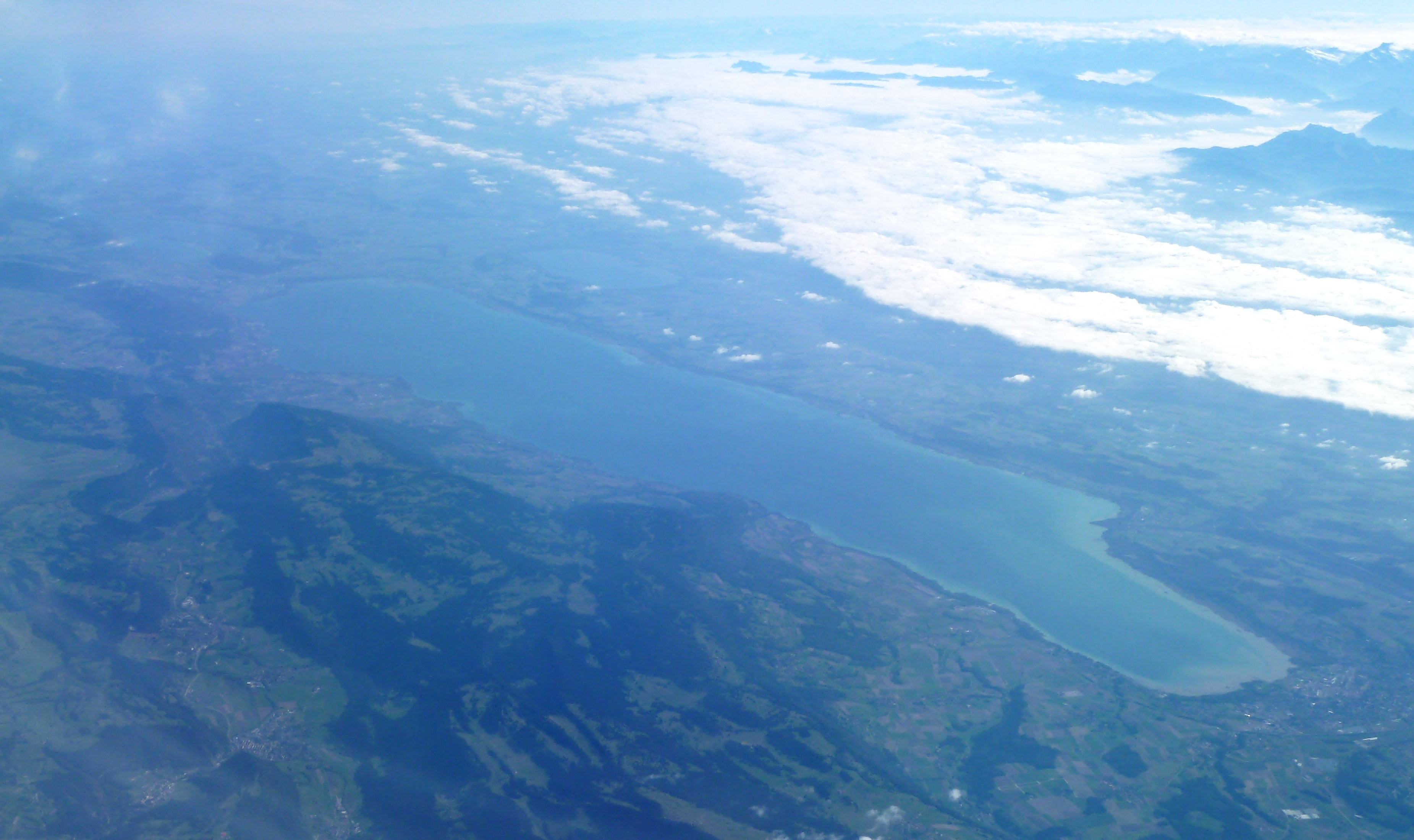
Veduta aerea del Lago di Neuchâtel

Situato in Svizzera, è circondato dai cantoni di Neuchâtel, Vaud, Berna e Friburgo.
I suoi principali affluenti sono il Canale della Thielle ed il canale della Broye, che lo collega al lago di Morat. Serve, insieme al lago di Morat, da bacino di compensazione per le acque dell'Aar.
Il lago di Neuchâtel misura 38,3 km di lunghezza e ha una larghezza massima di 8,2 km. La sua profondità massima è di 152 m e la sua capacità è stimata in 14 km³.
Sulla sua riva nord si trova il Canton Neuchâtel, all'estremità ovest le città di Yverdon-les-Bains e Grandson, al centro della riva sud si trova la località di Estavayer-le-Lac.

## Attività
Sulle rive del lago sono presenti numerosi vigneti. Si producono lo chasselas e il pinot noir con il quale si fa un rosé chiamato Œil-de-Perdrix.
Il turismo è ugualmente importante nella regione, ma è concentrato soprattutto nelle grandi città che circondano il lago: Yverdon-les-Bains, Neuchâtel, Estavayer-le-Lac.